# Moni Mohsin
Moni Mohsin (geboren 1963 in  Pakistan) ist eine pakistanische Schriftstellerin.

## Leben
Mohsin wuchs in Lahore in einer Mittelschichtsfamilie auf, die sich an westlichen Werten orientiert und sich seit dem Staatsstreich von Zia ul-Haq im Jahr 1977 in ihrer Lebensgestaltung eingeschränkt sieht. Mohsin ging 1979 an ein Internat nach England und studierte danach Anthropologie und Archäologie an der Cambridge University.
Sie kehrte nach Pakistan zurück und gründete dort das erste Naturmagazin. Sie schreibt für The Times, The Guardian, die Washington Post, Prospect, The Nation und andere Zeitungen. Ihre Schwester Jugnu Mohsin ist Herausgeberin der pakistanischen Wochenzeitung The Friday Times, in der Mohsin für eine Zeit das Feuilleton betreute.
Seit 1996 lebt Mohsin mit Mann und zwei Kindern vorwiegend in London.

## Werke (Auswahl)
- Lahore. Fotos Fredrik Arvidsson. Hong Kong : Guidebook Co., 1995
- The End of Innocence. London : Penguin, 2007
- The Diary of a Social Butterfly. Random House India, 2008
- Tender Hooks. London : Chatto & Windus, 2011
  - Duty Free. London : Vintage, 2012
- The return of the butterfly. Gurgaon Penguin Books 2014